# 李市镇 (隆昌市)
李市镇，是中华人民共和国四川省内江市隆昌市曾经下辖的一个镇。2019年12月，撤销李市镇，将其所属行政区域划归石燕桥镇管辖。

## 行政区划
李市镇撤销前下辖以下地区：
李市社区、檬梓村、高家嘴村、大佛坎村、三合村和安家村。